# 2011年のNBAドラフト
2011年のNBAドラフトは、2011年6月23日にニュージャージー州ニューアークにあるプルデンシャル・センターにおいて開催された。2011年5月17日に行われた抽選によってクリーブランド・キャバリアーズが全体1位指名権を獲得。

## ドラフト指名

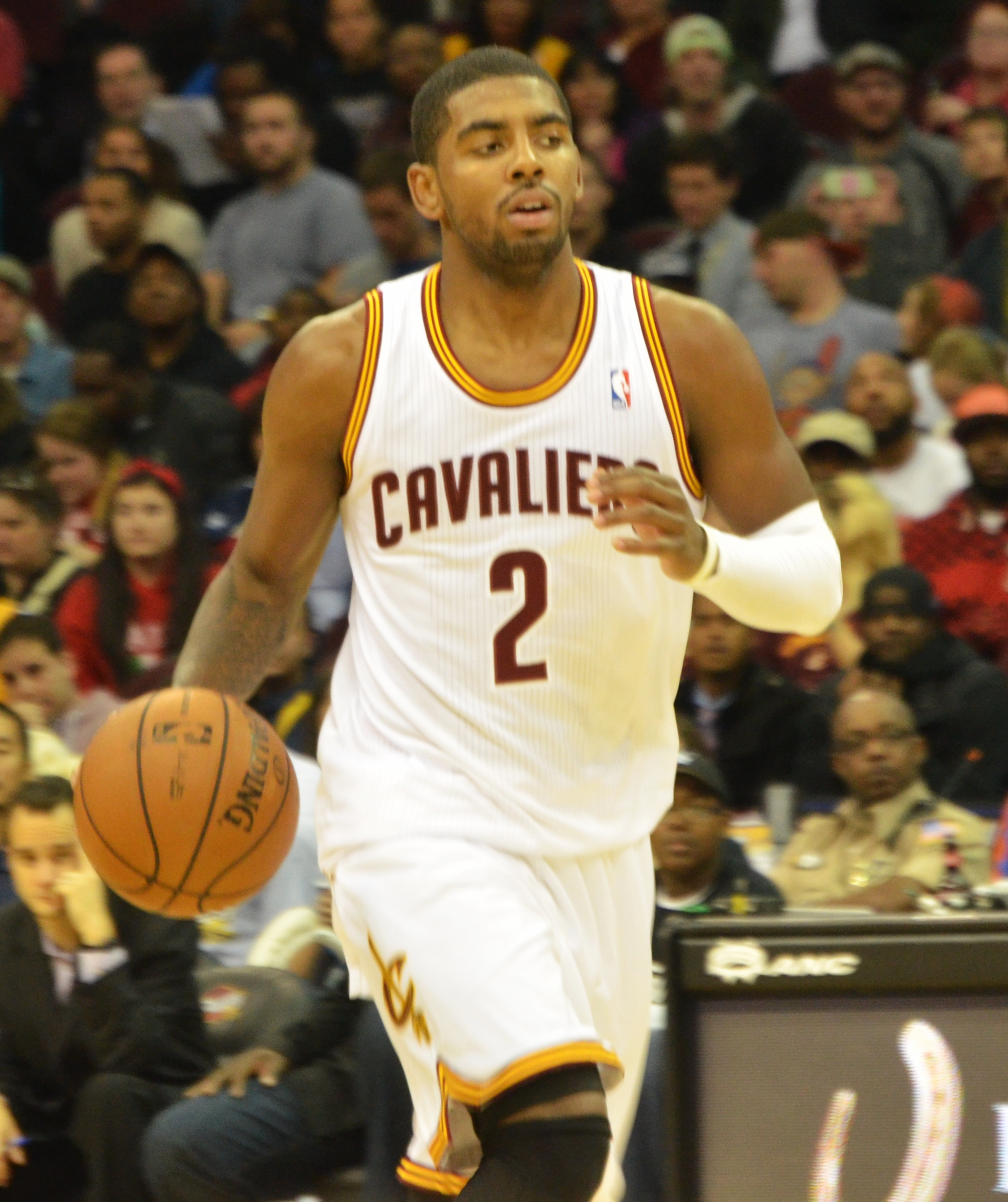
カイリー・アービングは全体1位はクリーブランド・キャバリアーズに指名された

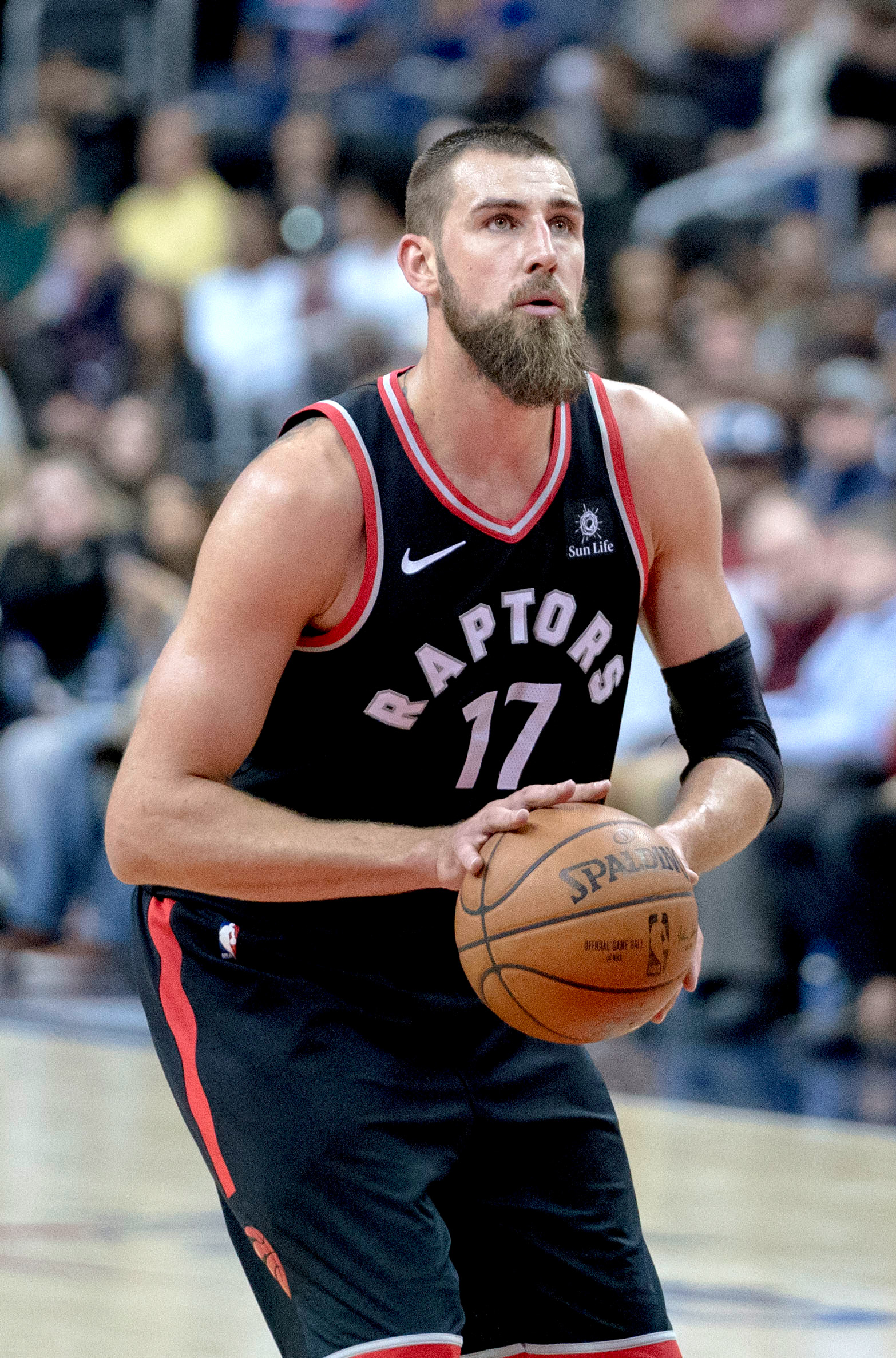
ヨナス・ヴァランチューナスは全体5位でトロント・ラプターズに指名された

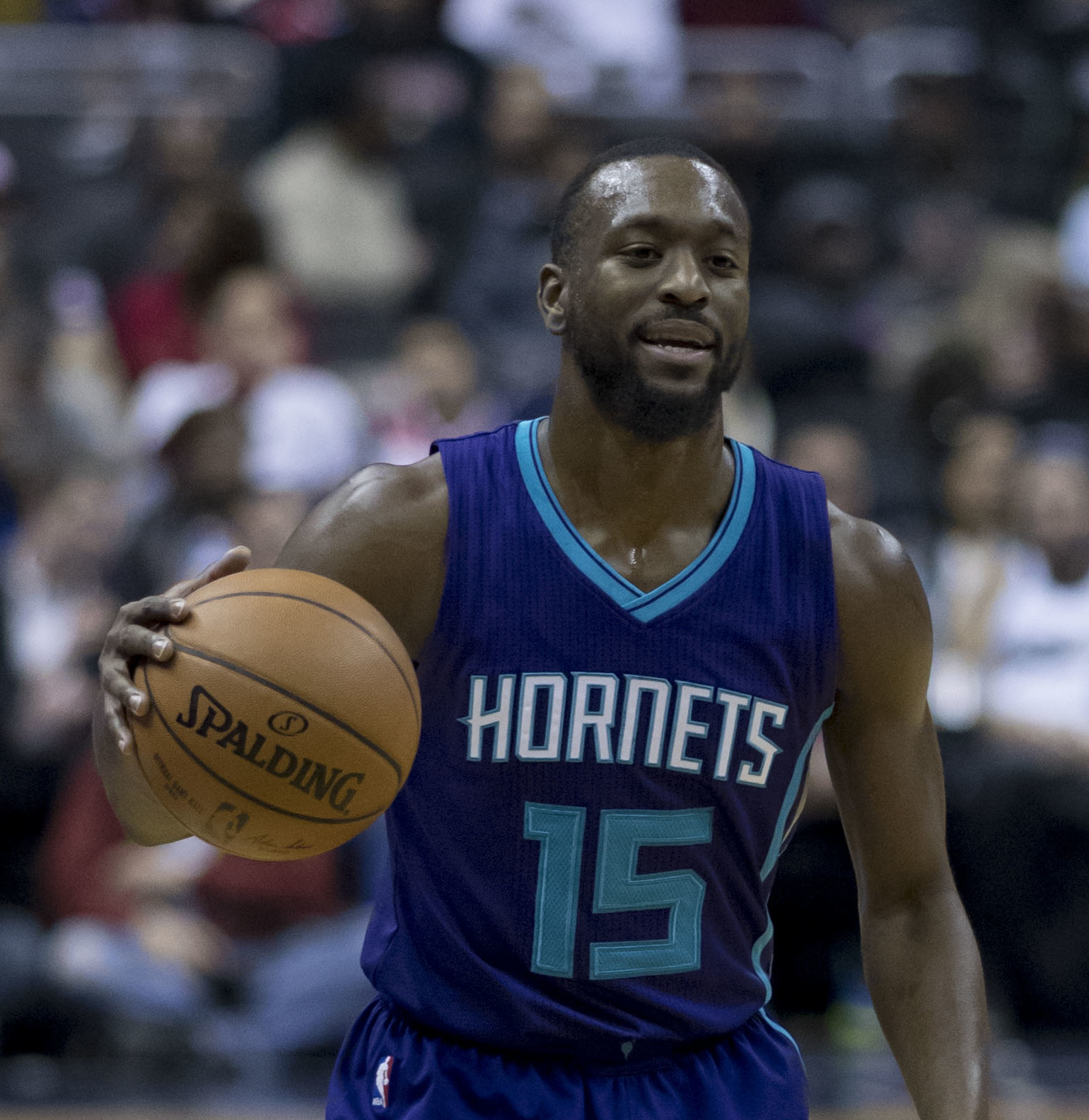
ケンバ・ウォーカーは全体9位でシャーロット・ボブキャッツに指名された

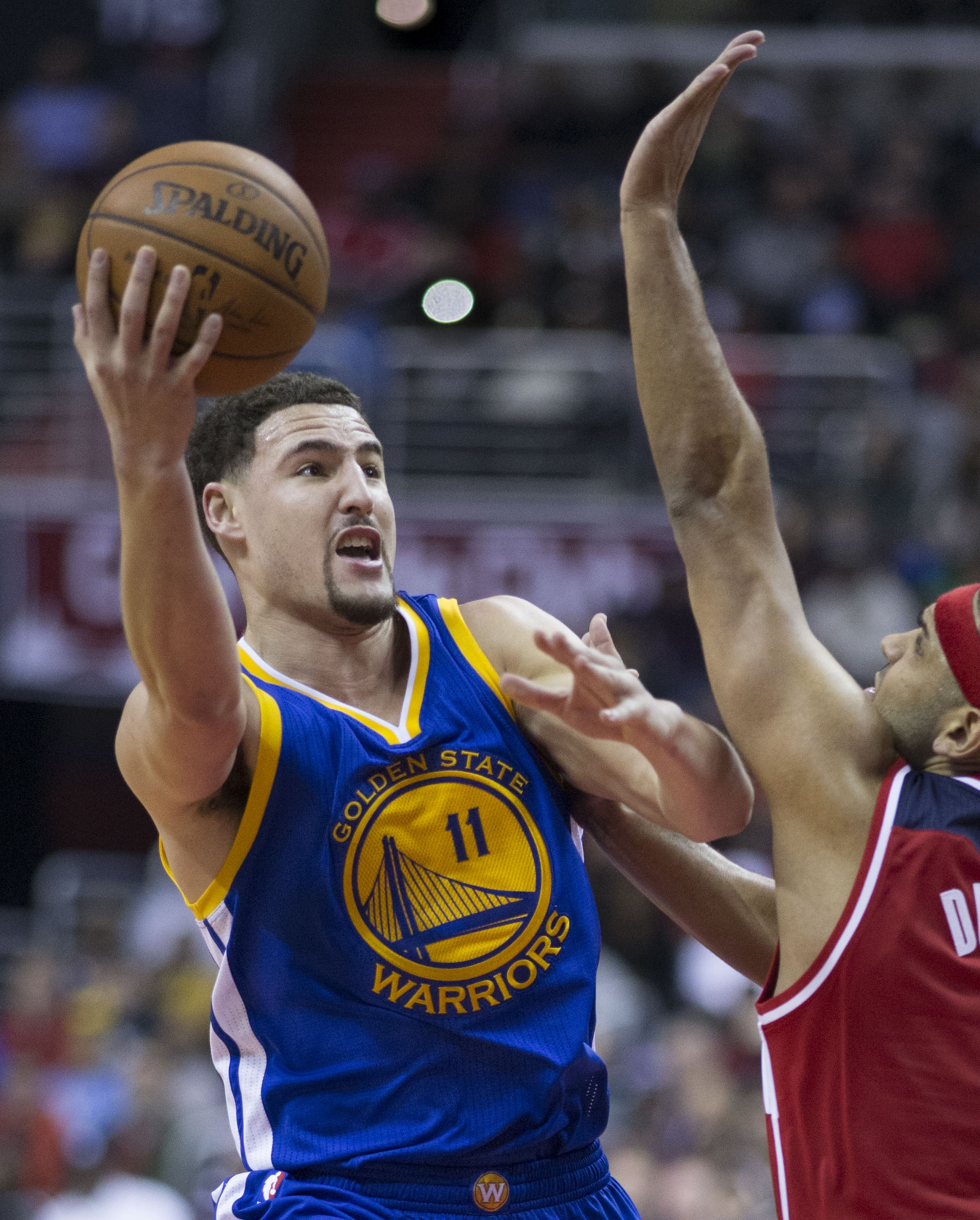
クレイ・トンプソンは全体11位でゴールデンステート・ウォリアーズに指名された

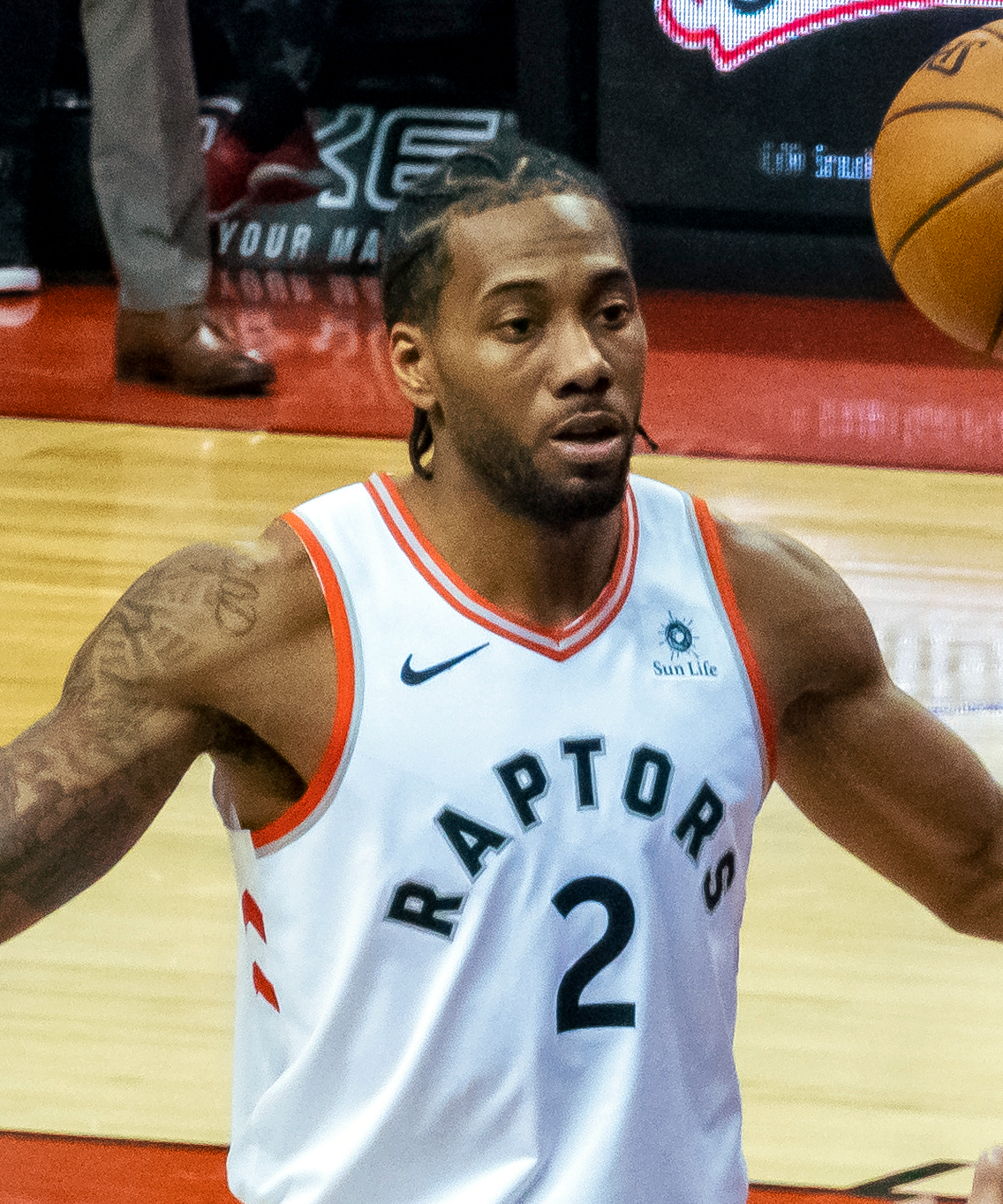
カワイ・レナード全体15位でインディアナ・ペイサーズに指名された（その後にサンアントニオへトレード）

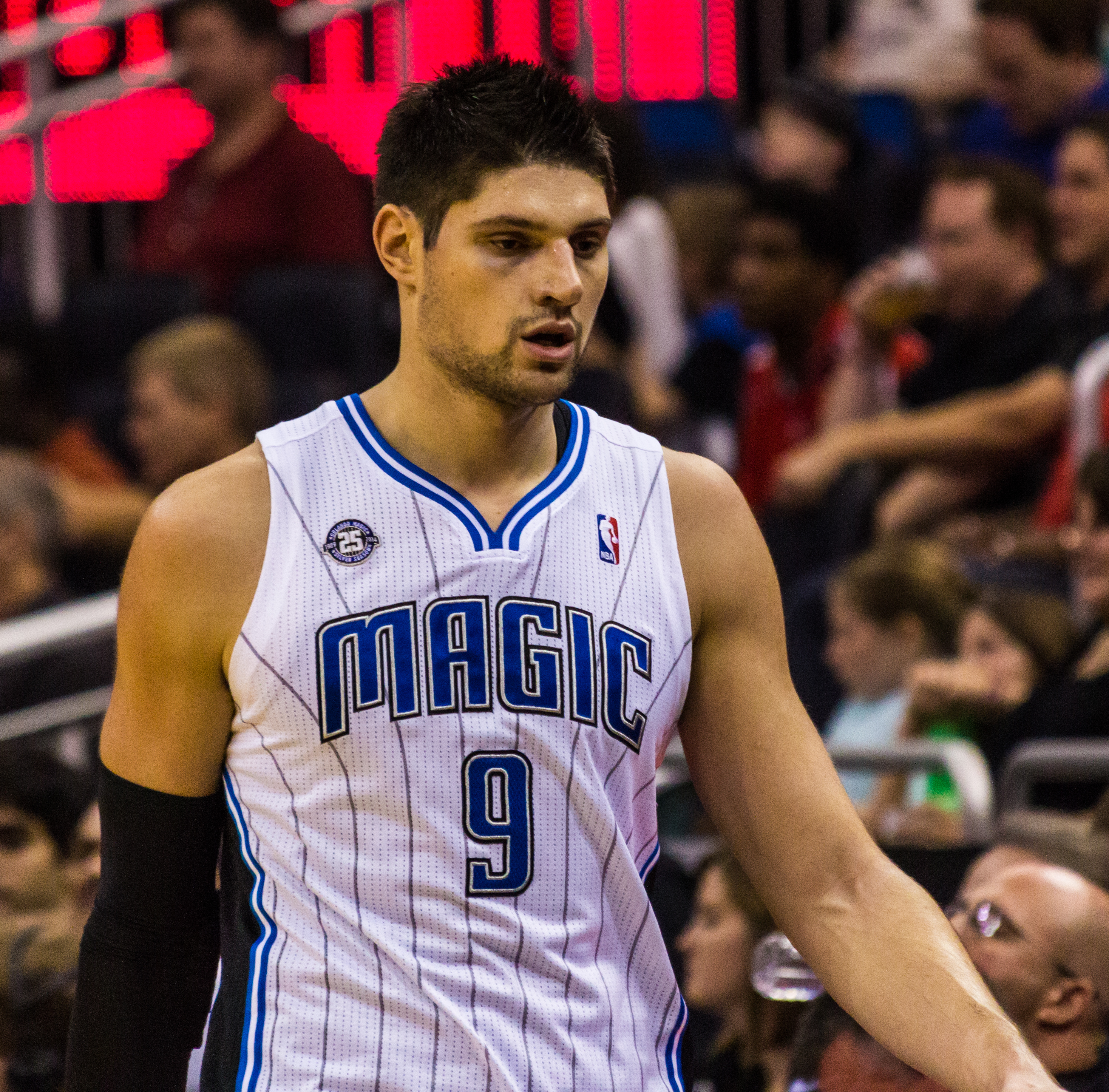
ニコラ・ブーチェビッチは全体16位でフィラデルフィア・76ersに指名された

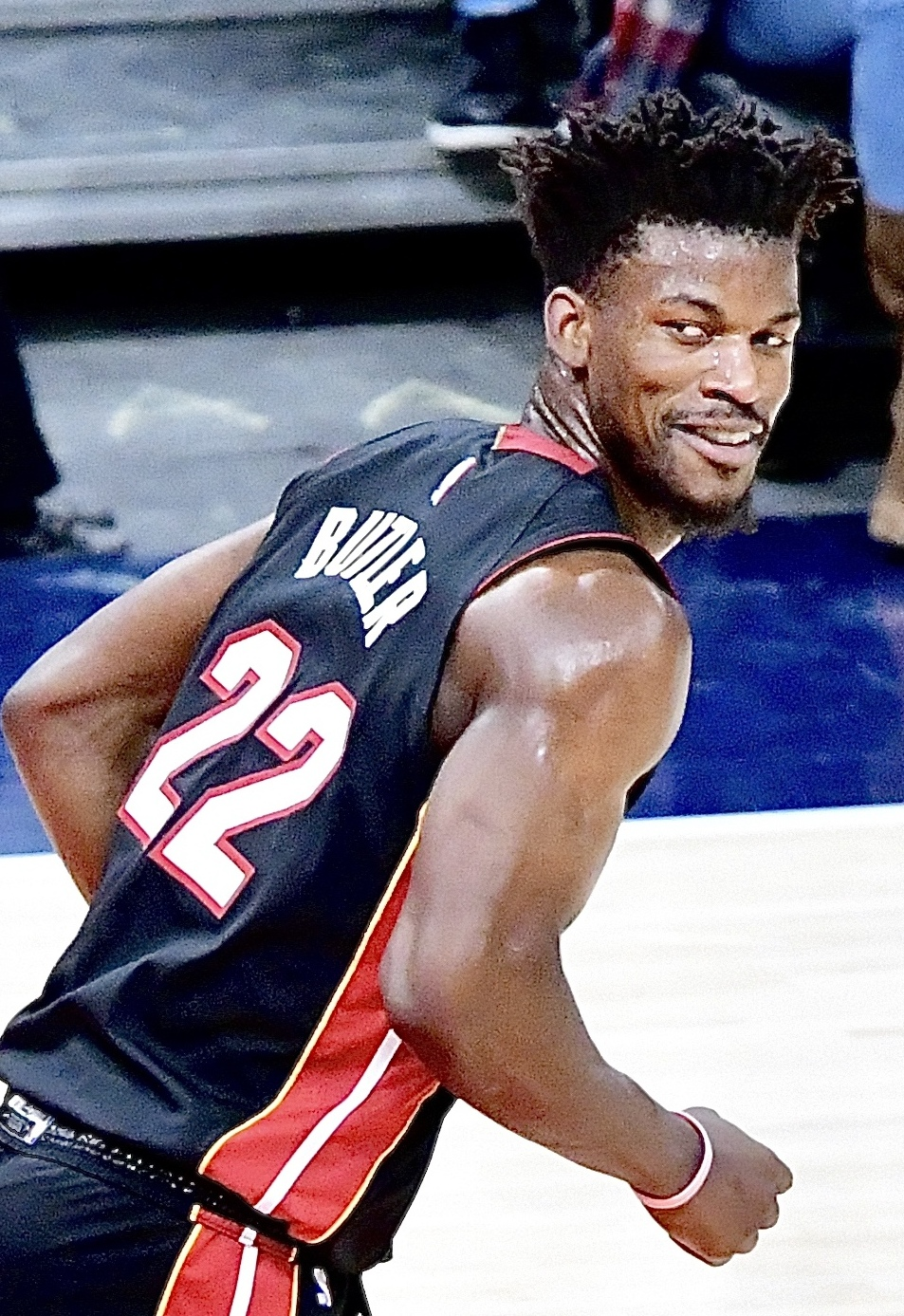
ジミー・バトラーは全体30位でシカゴ・ブルズに指名された

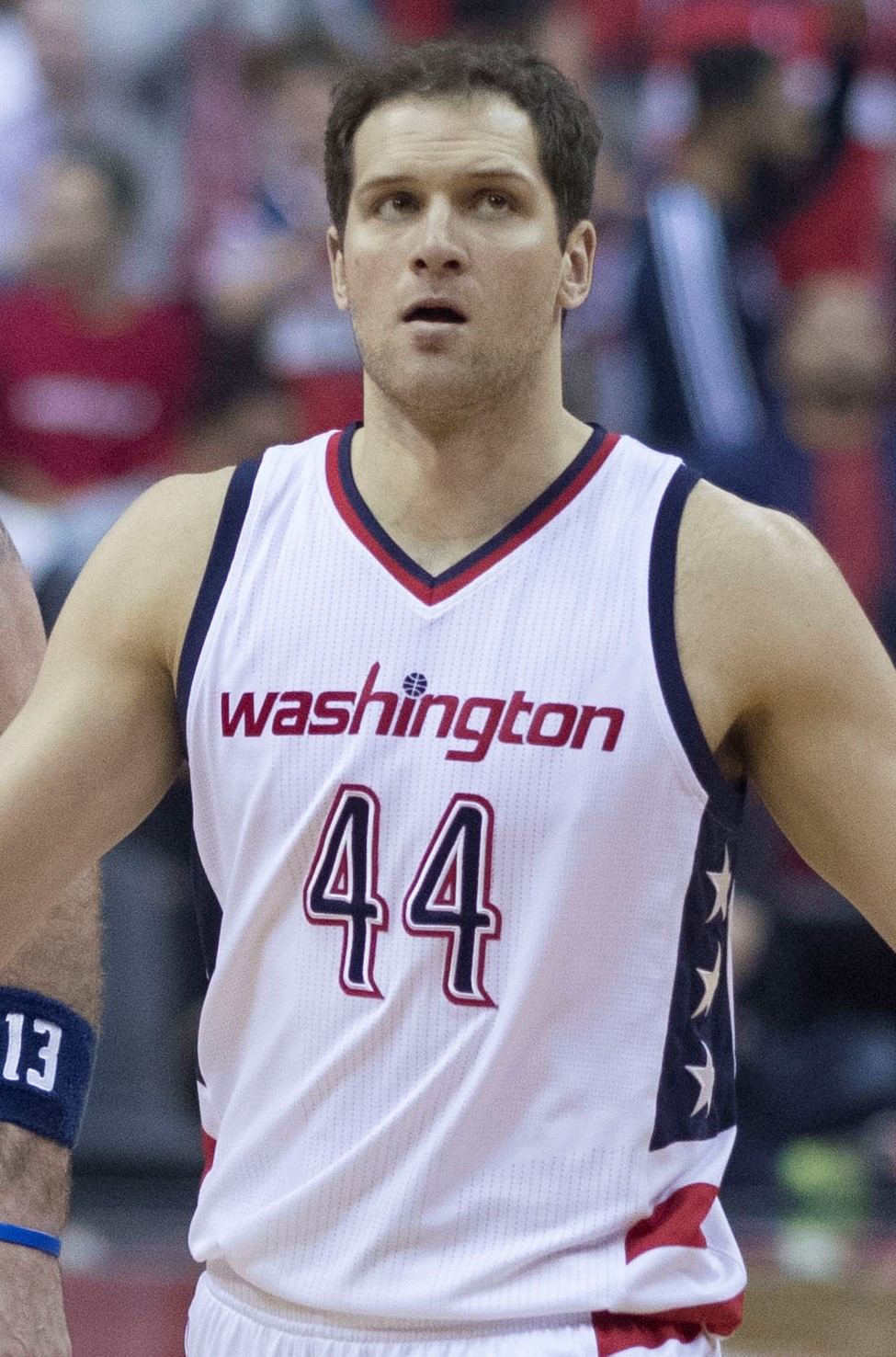
ボヤン・ボグダノビッチは全体31位でマイアミ・ヒートに指名された（その後にニュージャージーへトレード）

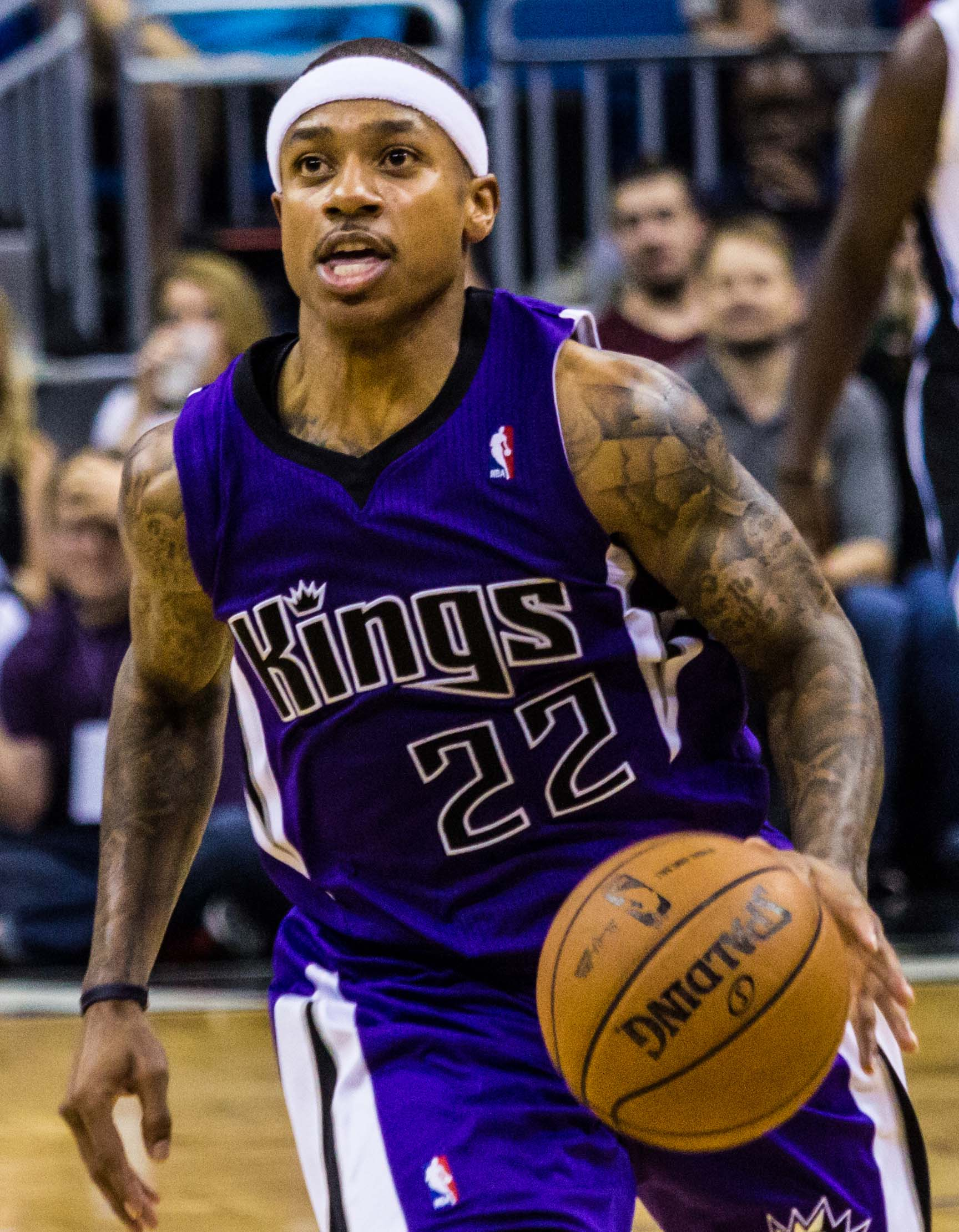
アイザイア・トーマスは全体60位でサクラメント・キングスに指名された

| PG | ポイントガード | SG | シューティングガード | SF | スモールフォワード | PF | パワーフォワード | C | センター |

| S | NBAオールスター               |
| A | オールNBAチーム               |
| R | NBAオールルーキーチーム       |
| D | NBAオールディフェンシブチーム |
| C | NBAチャンピオン               |
| F | ファイナルMVP                 |
| # | NBAでのプレー経験なし         |
| M | シーズンMVP                   |

### 1巡目
| 指名順 | 選手名                          | 経歴        | 国籍                  | 指名チーム                                                                                         | 出身校など                                 |
| ------ | ------------------------------- | ----------- | --------------------- | -------------------------------------------------------------------------------------------------- | ------------------------------------------ |
| 1      | カイリー・アービング (PG)       | S A R C     | アメリカ合衆国        | クリーブランド・キャバリアーズ（ロサンゼルス・クリッパーズから）                                   | デューク大学                               |
| 2      | デリック・ウィリアムズ (SF)     | R           | アメリカ合衆国        | ミネソタ・ティンバーウルブズ                                                                       | アリゾナ大学                               |
| 3      | エネス・カンター (C)            |             | トルコ                | ユタ・ジャズ（ニュージャージーから）                                                               | ケンタッキー大学                           |
| 4      | トリスタン・トンプソン (PF)     | R C         | カナダ                | クリーブランド・キャバリアーズ                                                                     | テキサス大学                               |
| 5      | ヨナス・ヴァランチューナス (C)  | R           | リトアニア            | トロント・ラプターズ                                                                               | リエトゥヴォス・リータス（リトアニア）     |
| 6      | ヤン・ヴェセリー (SF)           |             | チェコ                | ワシントン・ウィザーズ                                                                             | KKパルチザン（セルビア）                   |
| 7      | ビスマック・ビヨンボ (PF)       |             | コンゴ民主共和国      | サクラメント・キングス→シャーロットにトレード                                                      | バロンセスト・フエンラブラダ               |
| 8      | ブランドン・ナイト (PG)         | R           | アメリカ合衆国        | デトロイト・ピストンズ                                                                             | ケンタッキー大学                           |
| 9      | ケンバ・ウォーカー (PG)         | S A         | アメリカ合衆国        | シャーロット・ボブキャッツ                                                                         | コネチカット大学                           |
| 10     | ジマー・フレデッテ (SG)         |             | アメリカ合衆国        | ミルウォーキー・バックス→サクラメントにトレード                                                    | BYU                                        |
| 11     | クレイ・トンプソン (SG)         | S A R D C   | アメリカ合衆国        | ゴールデンステート・ウォリアーズ                                                                   | ワシントン州立大学                         |
| 12     | アレック・バークス (SG)         |             | アメリカ合衆国        | ユタ・ジャズ                                                                                       | コロラド大学                               |
| 13     | マーキーフ・モリス (PF)         | C           | アメリカ合衆国        | フェニックス・サンズ                                                                               | カンザス大学                               |
| 14     | マーカス・モリス (PF)           |             | アメリカ合衆国        | ヒューストン・ロケッツ                                                                             | カンザス大学                               |
| 15     | カワイ・レナード (SF)           | S A R D C F | アメリカ合衆国        | インディアナ・ペイサーズ→サンアントニオにトレード                                                  | サンディエゴ州立大学                       |
| 16     | ニコラ・ブーチェビッチ (PF)     | S           | モンテネグロ          | フィラデルフィア・76ers                                                                            | USC                                        |
| 17     | イマン・シャンパート (PG)       | R C         | アメリカ合衆国        | ニューヨーク・ニックス                                                                             | ジョージア工科大学                         |
| 18     | クリス・シングルトン (PF)       | #           | アメリカ合衆国        | ワシントン・ウィザーズ（アトランタから）                                                           | フロリダ州立大学                           |
| 19     | トバイアス・ハリス (PF)         |             | アメリカ合衆国        | シャーロット・ボブキャッツ （ニューオーリンズからポートランドを経由して）→ミルウォーキーにトレード | テネシー大学                               |
| 20     | ドナタス・モティエユーナス (SG) |             | リトアニア            | ミネソタ・ティンバーウルブズ （メンフィスからユタを経由して）→ヒューストンにトレード               | パッラカネストロ・トレヴィーゾ（イタリア） |
| 21     | ノーラン・スミス (PG)           | #           | アメリカ合衆国        | ポートランド・トレイルブレイザーズ                                                                 | デューク大学                               |
| 22     | ケネス・フェリード (PF)         | R           | アメリカ合衆国        | デンバー・ナゲッツ                                                                                 | モアヘッド州立大学                         |
| 23     | ニコラ・ミロティッチ (PF)       | R           | スペイン モンテネグロ | ヒューストン・ロケッツ （フェニックスからオーランドを経由して）→ミネソタを経由してシカゴにトレード | レアル・マドリード・バロンセスト           |
| 24     | レジー・ジャクソン (PG)         | C           | アメリカ合衆国        | オクラホマシティ・サンダー                                                                         | ボストン・カレッジ                         |
| 25     | マーション・ブルックス (SG)     | R           | アメリカ合衆国        | ボストン・セルティックス→ニュージャージーにトレード                                                | プロビデンス大学                           |
| 26     | ジョーダン・ハミルトン (SF)     |             | アメリカ合衆国        | ダラス・マーベリックス（ポートランドから）→デンバーにトレード                                      | テキサス大学                               |
| 27     | ジャジュアン・ジョンソン (PF)   |             | アメリカ合衆国        | ニュージャージー・ネッツ（ロサンゼルス・レイカーズから） →ボストンにトレード                       | パデュー大学                               |
| 28     | ノリス・コール (PG)             | C           | アメリカ合衆国        | シカゴ・ブルズ（マイアミからトロントを経由して） →ミネソタを経由してマイアミにトレード             | クリーブランド州立大学                     |
| 29     | コーリー・ジョセフ (PG)         | C           | カナダ                | サンアントニオ・スパーズ                                                                           | テキサス大学                               |
| 30     | ジミー・バトラー (SF)           | S A D       | アメリカ合衆国        | シカゴ・ブルズ                                                                                     | マーケット大学                             |

### 2巡目
| 指名順 | 選手名                               | 経歴 | 国籍           | 指名チーム                                                                     | 出身校など                                   |
| ------ | ------------------------------------ | ---- | -------------- | ------------------------------------------------------------------------------ | -------------------------------------------- |
| 31     | ボヤン・ボグダノビッチ (SF)          | R    | クロアチア     | マイアミ・ヒート（ミネソタから） →ミネソタを経由してニュージャージーにトレード | フェネルバフチェ・ユルケル（トルコ）         |
| 32     | ジャスティン・ハーパー (PF)          |      | アメリカ合衆国 | クリーブランド・キャバリアーズ→オーランドにトレード                            | リッチモンド大学                             |
| 33     | カイル・シングラー (SF)              | R    | アメリカ合衆国 | デトロイト・ピストンズ（トロントから）                                         | デューク大学                                 |
| 34     | シェルビン・マック (PG)              |      | アメリカ合衆国 | ワシントン・ウィザーズ                                                         | バトラー大学                                 |
| 35     | タイラー・ハニーカット (SF)          |      | アメリカ合衆国 | サクラメント・キングス                                                         | UCLA                                         |
| 36     | ジョーダン・ウィリアムズ (PF)        |      | アメリカ合衆国 | ニュージャージー・ネッツ                                                       | メリーランド大学                             |
| 37     | トレイ・トンプキンズ (PF)            |      | アメリカ合衆国 | ロサンゼルス・クリッパーズ（デトロイトから）                                   | ジョージア大学                               |
| 38     | チャンドラー・パーソンズ (SF)        | R    | アメリカ合衆国 | ヒューストン・ロケッツ（ロサンゼルス・クリッパーズから）                       | フロリダ大学                                 |
| 39     | ジェレミー・タイラー (PF)            |      | アメリカ合衆国 | シャーロット・ボブキャッツ→ゴールデンステートにトレード                        | 東京アパッチ（日本）                         |
| 40     | ジョン・ルーアー (PF)                |      | アメリカ合衆国 | ミルウォーキー・バックス                                                       | ウィスコンシン大学                           |
| 41     | ダリアス・モリス (PG)                |      | アメリカ合衆国 | ロサンゼルス・レイカーズ （ゴールデンステートからニュージャージーを経由して）  | ミシガン大学                                 |
| 42     | ダービス・ベルターンス (SF)          |      | ラトビア       | インディアナ・ペイサーズ→サンアントニオにトレード                              | ユニオン・オリンピジャ（スロベニア）         |
| 43     | マルコム・リー (PG)                  |      | アメリカ合衆国 | シカゴ・ブルズ（ユタから）→ミネソタにトレード                                  | UCLA                                         |
| 44     | チャールズ・ジェンキンス (SG)        |      | アメリカ合衆国 | ゴールデンステート・ウォリアーズ（フェニックスからシカゴを経由して）           | ホフストラ大学                               |
| 45     | ジョシュ・ハレルソン (C)             |      | アメリカ合衆国 | ニューオーリンズ・ホーネッツ（フィラデルフィアから） →ニューヨークにトレード   | ケンタッキー大学                             |
| 46     | アンドリュー・ガウデロック (SG)      |      | アメリカ合衆国 | ロサンゼルス・レイカーズ（ニューヨークから）                                   | チャールストン大学                           |
| 47     | トラビス・レスリー (SG)              |      | アメリカ合衆国 | ロサンゼルス・クリッパーズ（ヒューストンから）                                 | ジョージア大学                               |
| 48     | キース・ベンソン (C)                 |      | アメリカ合衆国 | アトランタ・ホークス                                                           | オークランド大学                             |
| 49     | ジョシュ・セルビー (PG)              |      | アメリカ合衆国 | メンフィス・グリズリーズ                                                       | カンザス大学                                 |
| 50     | ラボイ・アレン (PF)                  |      | アメリカ合衆国 | フィラデルフィア・76ers（ニューオーリンズから）                                | テンプル大学                                 |
| 51     | ジョン・ディーバー (SG)              | #    | アメリカ合衆国 | ポートランド・トレイルブレイザーズ                                             | オハイオ州立大学                             |
| 52     | ヴァーノン・マックリン (PF)          | #    | アメリカ合衆国 | デトロイト・ピストンズ（デンバーから）                                         | フロリダ大学                                 |
| 53     | ディアンドレ・リギンズ (SG)          |      | アメリカ合衆国 | オーランド・マジック                                                           | ケンタッキー大学                             |
| 54     | ミラン・マックバン (PF)              | #    | アメリカ合衆国 | クリーブランド・キャバリアーズ（オクラホマシティからマイアミを経由して）       | マッカビ・テルアビブBC（イスラエル）         |
| 55     | イートワン・ムーア (SG)              |      | アメリカ合衆国 | ボストン・セルティックス                                                       | パデュー大学                                 |
| 56     | チュクゥディエベレ・マドゥアバム (C) | #    | ナイジェリア   | ロサンゼルス・レイカーズ→デンバーにトレード                                    | ベーカーズフィールド・ジャム（NBADL）        |
| 57     | タガイ・ンゴンボ (SF)                | #    | カタール       | ダラス・マーベリックス→ポートランドにトレード                                  | アル・ラーヤンSC（カタール）                 |
| 58     | アター・マジョク (C)                 | #    | オーストラリア | ロサンゼルス・レイカーズ（マイアミから）                                       | ゴールドコースト・ブレイズ（オーストラリア） |
| 59     | アダム・ハンガ (SF)                  | #    | ハンガリー     | サンアントニオ・スパーズ                                                       | アルバコンプ（ハンガリー）                   |
| 60     | アイザイア・トーマス (PG)            | S R  | アメリカ合衆国 | サクラメント・キングス（シカゴからミルウォーキーを経由して）                   | ワシントン大学                               |

## ドラフト外入団の主な選手
- ジャスティン・ホリデー (SG), ワシントン大学
- グレッグ・スミス (C), カリフォルニア州立大学フレズノ校